# Magnus Maximus
Flavius Magnus Maximus (Hispania, 335/340 körül – Aquileia, 388. augusztus 28.) trónbitorló (usurpator) vagy a Nyugatrómai Birodalom (vitatott) társcsászára volt 383 vagy 384  és 388 között. 
Légiói Britanniában császárrá kiáltották ki és a lutèce-i csatában (383) sikerült legyőznie Gratianust, majd Trierből kormányozta Britanniát, Galliát és Hispániát.
Gratianus testvére, II. Valentinianus azonban megtartotta Itáliát, Pannóniát, Hispaniát és Africát.
386 vagy 387-ben Valentinianus ellen vonult, aki keletre menekült, és akinek nevében I. Theodosius közbelépett. A 388-as Savus menti csatában vereséget szenvedett Theodosiustól. Theodosius ezután Maximus uralkodását törvényellenes trónbitorlásnak nyilvánította.
388. évi halála egyes történészek véleménye szerint a közvetlen birodalmi jelenlét végét jelentette Észak-Galliában és Britanniában.